# Toyota TF107

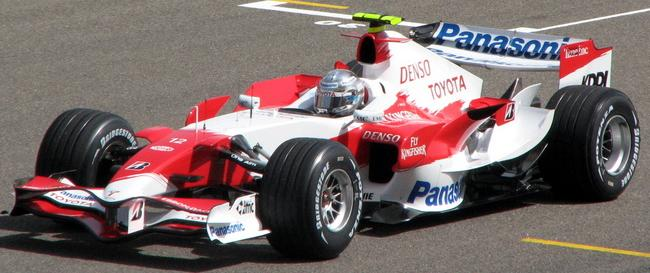
Jarno Trulli el 2007 a Bahrain

El Toyota TF107 és un monoplaça de Fórmula 1 dissenyat i construït per l'equip Toyota Racing per a competir en la temporada 2007. Va ser pilotat per Ralf Schumacher i Jarno Trulli.

## Aerodinàmica
Els principals canvis en comparació amb el seu predecessor, el TF106B van ser aerodinàmics. La posició del motor es va moure 100 mm cap endavant, la qual cosa va derivar en un xassís més curt. En la part davantera del monoplaça, el monobuc és 30 mm més alt que en el TF106B, que va donar com a resultat uns braços de suspensió inclinats de forma molt acusada.

## Rendiment
El cotxe va ser menys reeixit que TF106B de l'any anterior que va aconseguir 35 punts en la temporada. El TF107 tan sols va aconseguir 13 punts, amb dos sisens llocs, un per a Jarno Trulli en EE. UU. i un altre per a Ralf Schumacher a Hongria. Trulli va anotar punts en altres tres ocasions i Schumacher en altres dues. Van acabar vergonyosament per a ells per darrere de l'equip Williams al qual li subministraven els mateixos motors. Ralf Schumacher va decidir retirar-se de la F1 per a córrer en el DTM amb Mercedes al final de la temporada, i seria substituït per la també alemanya Estafa Glock per a la temporada 2008.
La millor classificació de dissabte es va obtenir a les mans de Ralf Schumacher, amb un 5è lloc a Hongria, i va aconseguir entrar en la Q3 20 vegades d'un màxim de 34.